# خطيئة جيحزي
خطيئة جيحزي هي حدث كتابي موصوف في كتاب الملوك الثاني. وكانت خطيئة جيحزي خادم أليشع النبي أنه طارد نعمان وزير جيش سورية ليأخذ منه المال، بعد شفاء نعمان على يد أليشع.

## خلفية
نعمان وزير جيش ملك آرام القيصر . وفي إحدى غارات جيش آرام على مملكة إسرائيل ، أعاد جيش آرام فتاة صغيرة، وكانت تخدم زوجة نعمان. تخبر الفتاة نفسها زوجة نعمان أن هناك النبي إليشع في إسرائيل، والذي سيكون بالتأكيد قادرًا على المساعدة في علاج الجذام. يرسل ملك آرام قربانًا أمام ملك إسرائيل (ربما يهورام بن أخآب )، ويرسل ليشفي نعمان من برصه. إن ملك إسرائيل، الذي لا يؤمن بالنبي، متأكد من أن ملك آرام قد جاء ليحاربه ولذلك حزن ومزق ثيابه. يرسل أليشع رسالة إلى ملك إسرائيل مفادها أنه يستطيع أن يشفي نعمان، وهكذا يعرف ملك إسرائيل أن النبي حقيقي. يأتي نعمان أمام أليشع وأعطي له أن يذهب ويغطس في نهر الأردن سبع مرات فيُشفى من البرص. كان نعمان غاضبًا جدًا، لكن عبيده أوضحوا له أنه لن يضر تجربة كلمات أليشع. فمضى نعمان ليتغطس في نهر الأردن حسب كلام أليشع، فيبرأ من برصه. يعود نعمان إلى النبي أليشع ويريد أن يقدم له قربانًا  ، لكن أليشع يرفض حتى بعد توسلات نعمان. يأخذ نعمان على عاتقه الإيمان بالله ويأخذ أرضًا من أرض إسرائيل ليقدم تضحيات عليها في أرض آرام. ويشير نعمان أيضًا إلى أنه سيتعين عليه السجود في بيت ريمون، حيث يقع صنم آرام، وسيتعين عليه مساعدة ملك آرام على السجود. يرضخ أليشع لكلام نعمان  ويتجه عائداً إلى آرام.

## الخطيئة
بعد أن غادر نعمان منزل إليشع، طارد جيحزي نعمان. يسأل نعمان جيحزي إذا حدث شيء ما فيجيب جيحزي أنه لم يحدث شيء، لكن أليشع أرسله ليقول أن هناك ابنين للأنبياء يحتاجان إلى المال ويطلب من نعمان أن يعطيهما صدقة  ، عملة فضية وحلتين. كان نعمان متحمسًا ليكون قادرًا على تقديم شيء ما للنبي، فأعطى رغيفين من الفضة وبدلتين. وعندما عاد جيحزي إلى أليشع، سأله أليشع أين ذهب، فيجيبه أنه لم يذهب إلى أي مكان. يشرح إليشع لجيحزي أنه رأى نعمان يتجه نحوه ولذلك يخبر جيحزي أنه سيعاقب على خطيته.

## العقاب
بعد خطيئة جيحزي عوقب ببرص نعمان الذي أصابه. كما يقول الكتاب المقدس:

فقال له: «لم يذهب قلبي عندما رجع رجل عن مركبته حين أخذت الفضة وأخذت الثياب والزيتون والكروم والغنم والبقر والعبيد والإماء». فيلتصق برص نعمان بك وبذريتك إلى الأبد، ويخرج من وجهه البرص كالثلج.בقالب:תלמוד בבליيوضح الجمارا أن جيحازي خطط لشراء الأشياء المفصلة في الآية بالمال وهذا هو التفصيل المذكور في الآية. بالإضافة إلى ذلك، يوضح الجمارا أن البرص الأربعة المذكورة لاحقًا أثناء الحرب بين إسرائيل وآرام.
بحسب الحاخام يوشانان في الجمارا، هؤلاء هم جيحازي وأبناؤه الثلاثة. وقد جاء في الآية "ونسلك إلى الأبد" إشارة إلى أولاده الذين سيكونون برصًا إلى الأبد.

## أنظر أيضا
- جيحازي
- نعمان (شخصية توراتية)
- إليشع

## الحواشي
1. ↑  يوصف في الآية أن نعمان يريد أن يعطي بركة، لكن الراداك يفسرها على أنها قربان - هدية.
2. ↑  هكذا يفسرها الحرلباج
3. ↑  يوضح ميلبيم أن جيحزي كان بحاجة إلى "قصة غلاف" لأن النبي قال إنه لن يأخذ المال، لذلك قال جيحزي أن ذلك من أجل احتياجات خيرية.